# Гринь Григорій Іванович
Григо́рій Іва́нович Гри́нь (* 1951) — український хімік-технолог, доктор технічних наук (1994), професор (1996), заслужений діяч науки і техніки України (2015), академік АН вищої освіти України, почесний професор Українського державного хіміко-технологічного університету.

## З життєпису
Народився 1951 року в селі Запоріжжя (Токмацький район, Запорізька область). 1974 року закінчив Харківський політехнічний інститут, де від того часу й працює.
1994 — доктор технічних наук, 1996 — професор. Протягом 2002—2004 років — проректор з навчальних, від 2004 року — науково-педагогічних робіт.
Галузь наукових зацікавлень:
- теоретичні основи хімічної технології,
- кінетика та каталіз складних хімічних процесів (зокрема, окислювальний амоноліз метану)
- моделювання процесів, питання промислової екології.

Займається розробкою технології одержання синильної кислоти, активації та регенерації платиноїдних каталізаторів, утилізації дорогоцінних металів.
Як педагог підготував 16 кандидатів й 4 доктори наук.
2015 року вдостоєний почесного звання заслуженого діяча науки й техніки України.
Є автором 320 публікацій, та 42 винаходів.
Серед робіт:
- «Каталітичні та масообмінні процеси під тиском в технології неогранічних речовин», 1993;
- «Отримання синильної кислоти за методою Леоніда Андрусова», 1999;
- «Методи розрахунків у технології неорганічних виробництв», 2001
- «Радіоекологія: Підручник», 2005, усі — у співавторстві,
- «Технологія утилізації меланжів», 2006, співавтори Казаков Валентин Васильович та Созонтов Віктор Гнатович.

## Педагогічна діяльність
Педагогічна діяльність: читає курси лекцій Хімічна технологія неорганічних речовин
Кількість підготовленних: кандидатів — 16, докторів наук — 4
Наукові контакти: ЗАТ «Сєвєродонецьке об'єднання Азот», «ОРГХИМ» (м. Сєвєродонецьк), Інститут загальної неорганічної хімії НАН України